# Панахи Макулу
Аббас Алекпер-оглы Хаджи Панахи (псевдоним — Макулу; 1900—1971) — азербайджанский писатель.

## Биография
Родился в богатой семье коммерсанта, в городе Маку, в Южном Азербайджане (Иран), 1 мая 1900 года[по какому календарю?]. Его отец, Хаджи Алекпер, был человеком образованным, любившим художественную литературу и сочувствовавшим освободительной борьбе родного народа, передовым идеям иранской революции 1905—1911 годов, за что преследовался властями.
С 1908 по 1917 год учился в медресе, в городе Хой.
В пятнадцать лет Аббас Панахи, под влиянием классика азербайджанской поэзии Алекпера Сабира, написал свои первые стихи. Углублению его литературных интересов и расширению знаний и наблюдений способствовали деловые поездки, которые он совершал по поручению отца в Россию, а также в Стамбул и другие города стран Ближнего Востока. С 1922 года, находясь а Северном Азербайджане, начал печататься в выходившей в Тифлисе на азербайджанском языке газете «Ени фикир» («Yeni Fikir», «Новая мысль»). В 1923 году было опубликовано его стихотворение «Новый тюркский алфавит», в котором он приветствовал реформу азербайджанского алфавита как важное общекультурное дело. По предложению редактора «Новой мысли» Рзагулу Наджафова он обратился к прозе. В 1925 году его большой рассказ «Перишан» («Опечаленный») занял второе место на конкурсе лучшего рассказа, проводившемся газетой «Ени фикир».
После смерти отца в 1928 году Аббас Панахи вернулся в Иран, в город Маку; здесь в 1929 году у него родился сын Манучехр Аббас оглу Панахи, ставший известным советским, азербайджанским ученым-языковедом. Здесь в 1928—1933 годах он работал над сочинением «Иранская Конституция». В 1936 году за участие в национально-освободительном движении подвергся репрессии и после годичного тюремного заключения был выслан в город Зенджан. Свободу обрёл лишь осенью 1941 года, в период возрождения и подъёма демократического и антифашистского движения в Иране. Вступил в Демократическую партию Иранского Азербайджана, активно участвовал в патриотическом и демократическом движениях. В выходившей в Тебризе газете «Азербайджан» печатал новеллы, фельетоны и публицистические статьи; публиковался также в журнале «Революция и культура». В декабре 1946 года, после свержения Национального правительства Северной Азербайджана, Аббас Панахи эмигрировал в СССР. Взял псевдоним — Макулу (Макули), по имени родного города. Живя в Баку, где написал ряд рассказов, повестей, романов и литературоведческих работ, был принят в члены СП СССР. В 1951—1953 годах учился на вечернем отделении Университета марксизма-ленинизма при ЦК КП Азербайджана.
Автор историко-биографического романа «Саттархан» (1957), романа «Тёмная темница» («Gizli zindan», 1964), повестей и рассказов; были напечатаны сборники «Тавризские ночи» («Тэбриз кеджэлэри». — Баку, 1950), «Борцы» («Мубаризлер». — Баку, 1952). Составил «Литературный справочник по десяти восточным антологиям» («Эдэби мэ’лумат чэдвэли» — 1962), о котором профессор Л. Заманов писал: «Это прекрасный подарок не только для филологии Ближнего Востока, но и для всей востоковедческой науки». Остался незавершённым роман, посвящённый революционеру Хайдару Аму-оглы (Таривердиеву), трагически погибшему в 1921 году.
Умер 29 сентября 1971 года в Баку, после длительной тяжелой болезни.